# Jakov Altaras
Mr.sc.dr. Jakov Altaras (Split, 12. listopada 1918. – Gießen, 6. prosinca 2001.) hrvatsko - njemački radiolog svjetskog glasa koji je izumio, u to vrijeme, novu dijagnostičku metodu za rano otkrivanje raka crijeva.

## Podrijetlo i školovanje
Dr. Jakov Altaras je rođen 12. listopada 1918. u Splitu kao najmlađi od šestero braće u siromašnoj sefardskoj obitelji Leona i Regine Altaras. Osim Jakova za Split su od posebnog značaja bili i tri njegova brata: Izrael (Buki) poznat i kao "Buki staro željezo", jer je posjedovao otkupnu stanicu za metal, Mentakem (Mento) poznat po prodavaonici "Sve po sedam", prvoj takvoj prodavaonici u Splitu i Hrvatskoj, te Viktor, poznati mecena splitskih umjetnika i vlasnik tvrtke "Vikmental" (skraćenica od Viktor-Mento-Altaras). Iako u početku siromašni, ali uz brižnu podršku oca i majke, braća Altaras su brzo postali cijenjeni i poduzetni građani Splita. Jakov Altaras je osnovnu školu i gimnaziju završio u Splitu nakon čega je upisao Medicinski fakultet u Zagrebu. Na trećoj godini školovanje mu je prekinuo Drugi svjetski rat i uspostava Nezavisne Države Hrvatske. Altaras se potom vratio u Split od kuda je prebjegao u talijanski Bari. U Bariju je upisao medicinski fakultet na kojem je i diplomirao. Po završetku drugog svjetskog rata Altaras se vratio u Zagreb, te se vratio studiranju medicine na medicinskom fakultetu. Diplomirao je 1946. godine.

## Drugi svjetski rat, progon i karijera
Tijekom drugog svjetskog rata Altaras je bio sudionik Narodnooslobodilačkog pokreta u Hrvatskoj. Kada je splitska sinagoga zapaljena, Altaras je iz plamena spasio Toru. 1943. godine Altaras je spasio 40-tero židovske djece iz Splita, te ih je odveo u čuvenu vilu Emmu u Nonantoli, gradiću kraj Modene u sjevernoj Italiji. Djeca su kasnije prebačeni u Palestinu. U kolovozu 1943. Altaras je ilegalno ušao u Koncentracijski logor Kampor kako bi preuzeo fotografije logora, a koje su u logoru poslikali zatočeni židovski omladinci. Te iste fotografije su nakon drugog svjetskog rata služile kao dokazni materijal "Državne komisije za utvrđivanje zločina na prostoru Socijalističke Federativne Republike Jugoslavije".
Nakon diplome medicinskog fakulteta u Zagrebu 1946., Altaras je radio kao asistent na radiloškom odjelu "Vojne bolnice" pod profesorom Milanom Smokvinom. U isto vrijeme vodio je privatnu praksu u Zagrebu. 1958. Altarasu je dodijeljena titula magistra. Ubrzo nakon magisterija počeo je predavati medicinu na medicinskom fakultetu u Zagrebu. Negdje u to vrijeme Altaras je počeo istraživati pozadinu likvidacije svojeg brata Silvija, a za kojeg su komunističke vlasti Hrvatske tvrdile da je likvidiran od strane Ustaša. Altaras je saznao istinu, da su mu brata ustvari likvidirale komunističke vlasti 1945. zbog njegovih antikomunističkih pogleda. Na temelju provedene istrage koju je inicirao Jakov Altaras, Silvije Altaras je postumno rehabilitiran ali je Jakov Altaras ubrzo nakon toga postao žrtvom političkog progona, te je bio prisiljen emigrirati iz Hrvatske. Iako teška srca, 1964. je pobjegao iz Hrvatske u Švicarsku, gdje se zaposlio u Sveučilišnoj bolnici u Zurichu. Prilikom emigracije Jakov Altaras je u Hrvatskoj ostavio svoju kćer iz prvog braka, a druga supruga i njihova kći su mu se kasnije pridružile. 1966. Altaras se preselio u njemački grad Gießen. U Gießenu se zaposlio kao radilog u "Sveučilišnoj klinici Gießen i Marburg", a 1992. godine objavljuje svoje kapitalno stručno djelo "Novi atlas debelog i tankog crijeva – integracija dijagnostičkih metoda"u originalu objavljenog na talijanskom jeziku. Altaras je na društvenom planu također bio vrlo angažiran pa je tako 1978. obnovio "Židovsku općinu Gießen", gdje je i služio kao dugogodišnji predsjednik općine. Pod njegovim vodstvom 1995. u Gießenu je sagrađen židovski centar i sinagoga "Beith-Jaakov".

## Obitelj i smrt
Jakov Altaras je bio oženjen dva puta. U prvom braku je bio sa Zorom Altaras, rođ. Ebenspanger, najmlađom od jedanaestero djece Aleksandra (Šandor) i Henrijete (Yetika, rođ. Štern) Ebenspanger. S njom je Altaras imao kći dr. sc. Silviju Altaras Penda. Njezin sin dr. sc. Ivor Altaras Penda, je Altarasov prvorođeni unuk. Zora Altaras je preminula u Zagrebu, 1963. godine. S drugom suprugom Teom Fuhrmann imao je kći Adrianu. Thea je rođena u zagrebačkoj židovskoj obitelji staklarskog veletrgovca Žige Fuhrmanna, te je odrasla u čuvenoj Vili Fuhrmann, ili kako su je zvali Okrugla vila, na Gornjem Prekrižju. Altarasova druga kći je u Njemačkoj postala poznata glumica, pisac i kazališni direktor. Udana je za skladatelja Wolfganga Böhmera s kojim ima dvojicu sinova, također glumci, Aarona i Leonarda Altarasa. 1999., nakon 35 godina izbivanja, Dr. Jakov Altaras se vratio u rodni grad. Prilikom tog posjeta izrazio je nostalgiju za rodnim gradom i Hrvatskom. Dr. Jakov Altaras preminuo je 6. prosinca 2001. u Gießenu.

## Priznanja
Dr. Jakova Altarasa je "Ordenom za posebne zasluge Savezne Republike Njemačke" odlikovao predsjednik Njemačke Roman Herzog.